# Remix
En remix är en alternativ version av en inspelad låt. Ofta har musiken dance- och klubbmusikkaraktär men kan också ha en mer avslappnad och stämningsfull stil än originalet. I vissa fall kan remixen låta som originalet men fått en längre speltid. Det är även vanligt att man plockar bort eller byter ut vissa ljud från originalet för att skapa en ny version. Ofta görs remixer när en artist eller en låt ska presenteras på en ny marknad eller läggs som bonusspår på singlar eller album. Det är också vanligt att remixer finns på artistens webbplats.[källa behövs]
För att göra en remix krävs vanligtvis tillstånd från den som äger rättigheterna till originalet. Dels från eventuellt skivbolag, men även från ägarna till låten såsom kompositörer och textförfattare.